# 薄暮競走

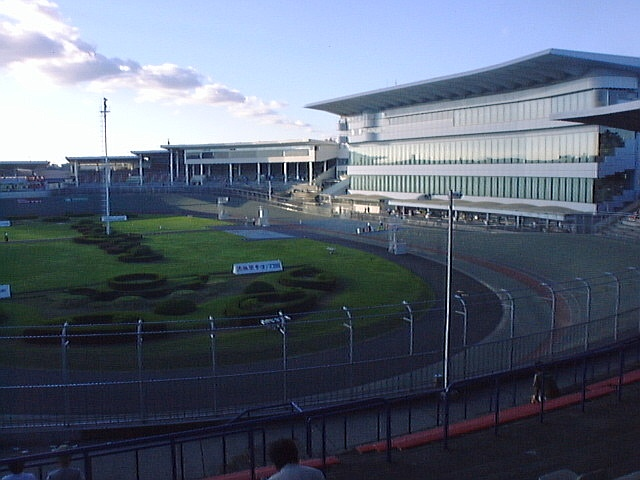
薄暮競走の開催中にて（かつての花月園競輪場での開催時）

薄暮競走（はくぼきょうそう）とは、最終競走を夕方の時間帯に合わせるよう開始時刻を設定した、公営競技の開催形式のことである。薄暮レースとも呼ばれる。

## 薄暮開催の経緯と背景
従来より各公営競技は法令により、日没以降の開催が出来ない制約があったが、夏は日没時刻が遅くなることに着目し、開催時間を日没直前までスライドさせて、時間をできるだけ有効に使うアイデアが生み出された。平日に開催することが多い公営競技では、会社帰りと重なる夕方の時間帯に開催することで、新たな客層を掘り起こそうという狙いもあった。
日本における最初の薄暮開催は、1983年（昭和58年）7月23日に下関競艇場で行われた。通常は11時台に行われていた第1競走を14時過ぎに、最終競走も16時台から18時30分過ぎにスライドして開催したところ、4日間の売上額（9億9500万円）・入場者数の累計（2万7600人）がともに目標を上回った。その後、他の競技場でも同様に薄暮開催を行うところが増えていった。
この薄暮競走の成功が、ナイター競走開催の布石となった。現在はナイター競走を可能にするため法令は改正されたが、照明設備のない競技場では現在でも基本的には「開催は日没まで」という行政指導が行われている。なお、日没の早い冬場に薄暮競走と似た時間帯でナイター競走を行う例もあるが、これも広義の薄暮競走として扱われている。
薄暮競走はナイター競走共々電話投票を利用する場合、対応できない金融機関も存在する。
以下の理由により、薄暮競走は夏期に開催されることが多い。
- 日中は日差しがきつく、気温も暑く湿度も高いが、夕方は気候が涼しくなるため（主に北海道や東北地方、北陸など）
- 日没が遅く、夕方でも昼間同様、充分に明るいため（主に近畿地方以西の地域など）

## 薄暮競走を開催した公営競技場
太字は2025年度の開催で実施する競技場。「※」は2013年現在、休廃止の競技場。

### 中央競馬
- 札幌競馬場（2004年初開催）
- 函館競馬場（2004年初開催）
- 新潟競馬場（2024年初開催）
- 東京競馬場（2006年初開催＜東京優駿開催日限定 除：2011年[2]＞）
- 中京競馬場（2006年 - 2009年までと2021年・2022年[3]に東京競馬場での東京優駿開催日のみ薄暮開催・2025年 - ）
- 京都競馬場（2010年[4][2]から＜除：2021年・2022年＞ 東京優駿開催日限定で薄暮開催扱い）
- 阪神競馬場（2008年初開催）
- 小倉競馬場（2005年初開催）

#### 歴史
- 2004年　JRA創立50周年「JRAゴールデンジュビリーキャンペーン」のファンサービスの一環として、7月下旬から9月上旬の2回函館、1回札幌開催で、通常の発走時刻より1時間遅らせ、最終競走を17:10に設定した初の薄暮開催を実施。
- 2005年　前年の函館・札幌での薄暮開催の好評を受けて、小倉競馬場でも夏季開催の2・3回開催（7月中旬 - 9月上旬）で薄暮開催（最終競走16:50発走）を開始。
- 2006年　東京優駿（日本ダービー）当日は東京・中京（2010年以後京都）とも、正式な薄暮開催扱いとし、1日の最終競走を兼ねる東京での最終第12競走「目黒記念」を17:00発走、中京（2010年以後京都）での最終競走を16:40発走に設定（除：2011年）。
- 2008年　関西地方の主場開催（阪神・中京・京都）のうち6・7月の夏の3回阪神開催および9月の秋の4回阪神開催において公式な薄暮開催ではないが通常より30分程度発走を繰り下げて開催。
- 2009年　関西地方の主場開催（阪神・中京・京都）における発走時刻の繰り下げを3月下旬からの6月の2回阪神、3回京都、2回中京の3開催においても開催。

また、この年から夏の北海道シリーズの正式な薄暮開催は1回函館開催でも実施されたことに伴い6・7月の夏の阪神開催は正式に薄暮開催となった。
4 - 6月と9月の阪神、京都、中京での開催は最終競走を一部G1開催日を除き原則16:40に発走。
- 2010年　安田記念当日の東京開催において「ユニコーンステークス」を同日の最終競走に開催することに伴い、同日の東京競馬の最終競走の発走時刻を16:35に設定。
- 2011年　当初は実施予定だったが、3月11日の東日本大震災による電力事情（節電・省エネ対策）のため、5月以降に予定されていたダービー、安田記念当日を含めた開催を見合わせ（但し、震災直後に中山競馬場で本来行うべき重賞を阪神で振り替え開催したため、この時期の4月は最終レースを当初予定の16:40から16:35に5分繰り上げる形で、一部開催した日がある）[5]。

なお、2010 - 2011年は中京競馬場が全面改修で使用できなかった為、年末・12月の中央競馬最終開催日に、通常の中京最終日（当時）に施行した「尾張ステークス」に代えるものとして「アンコールステークス」を実施したが、九州地方の日没時間が遅いことを考慮し、阪神競馬場での「ファイナルステークス」（16:20発走）の次、16:35に発走した。
- 2012年以後も、電力事情を考慮して、東京優駿開催日当日以外は見合わせているが、ファンにできる限りゆとりをもって競馬観戦を楽しんでもらうという観点から、またテレビ中継の実施や競馬場所在地の日没時間を勘案・考慮したうえで、夏季開催において1日全体の最終競走を、原則として関東地区主場開催の競馬場で16時台後半に実施。
  - 2012年　安田記念開催日の東京最終競走（ユニコーンステークス）を16:35に、並びに札幌競馬開催期間にあたる7月21日〜9月2日の期間は、札幌競馬場で16:05（第3場開催の通常は16:00）、中京競馬場→小倉競馬場で16:15（関西主場の通常は16:10）、新潟競馬場で16:30（関東主場の通常は16:20）にそれぞれ最終競走を繰り下げての発走を実施[6]。
  - 2013年　関東主場の第2回福島競馬、第2回新潟競馬の開催期間にあたる、6月29日〜9月1日の期間は、函館競馬場で16:05、中京競馬場→小倉競馬場で16:15、福島競馬場→新潟競馬場で16:30にそれぞれ最終競走を繰り下げての発走を実施。

なお、前年まで安田記念当日の最終競走に充てていたユニコーンステークスが別日に変更されたため、この年から安田記念当日の「1日2重賞」と16時台後半発走の重賞競走は実施されなくなった[7]。
  - 2014年以後　関東主場の最終競走発走時刻を繰り下げする期間を第3回東京競馬・開催後半4 - 6日間（宝塚記念当日は阪神競馬場）にも拡大し、この期間中の最終競走を16:30発走に繰り下げ[8]。

阪神競馬場は震災による中断前の2010年以来となる（2016年以降の札幌記念当日は札幌競馬場も対象）。
- 2024年　暑熱対策として、夏季開催（北海道は除く）で、全体の最終競走を18:25に設定する薄暮開催を実施。この場合でも、メイン及び準メインは15時台に行う。最も最高気温の上昇が著しくなる12〜14時台はレース開催を休止。

具体的には、夏季2場開催となる7月27日・28日・8月3日・4日にかけての新潟競馬場のレースを対象に、第1競走は9:35発走、第5競走は11:35発走、その後3時間半程休止を挟み、準メインは第6競走（15:10）、メインは第7競走（15:45）と通常の発走時間に準じて設定、以後最終競走を18:25に発走するスケジュールで一般競走を中心に行う。
- 2025年　中京競馬場でも7月26日～8月17日にかけて薄暮開催を実施。第1競走は9:35発走、第5競走は11:40発走、その後休止を挟み、準メインは第6競走（15:00）、メインは第7競走（15:35）と通常の発走時間に準じて設定、以後最終競走を18:15に発走。新潟・中京共に第6競走から第8競走は特別競走、第9競走以降は主に未勝利、1勝クラスの競走を行う。新潟の第1競走は9:45発走、第5競走は11:50発走（第6競走以降は前年と同じ）。

### 地方競馬[10]
- 札幌競馬場

2009年は5月13日・14日に実施。
- 帯広競馬場（2007年12月初実施）

2009年は5月9日から6月15日までと、9月26日から10月19日まで実施。
2013年度は11月下旬〜12月下旬頃を薄暮開催としているが、最終競走の発走時刻は19時40分で川崎競馬場で実施していたセミナイターと一緒の時間帯である。
2014年から2020年までは1月から3月まで実施。最終競走は18時40分発走（一部17時台発走の場合あり）。2021、2022年は1月・2月の全日程と3月に1〜2日間実施。2023年は3月の実施無し。
- 岩見沢競馬場 ※（2004年7月実施、最終競走は18:40発走）
- 盛岡競馬場（2005年7月初実施）

2009年より5月から実施（2011年は未実施）。2018年はダート走路照明設備を整備し秋季期間も行った（9月29日初実施）。以後、通年で薄暮開催を実施。
- 水沢競馬場（2005年8月初実施）

2009年より4月から実施（2011年は未実施）。2023年度からはナイター照明設備の設置に伴い12月開催以外を薄暮開催で実施。
- 浦和競馬場（2005年度初実施）

2023年度からナイター設備が完成したのに伴い、通年薄暮開催を実施。2024年は7 - 9月に人馬の熱中症対策の一環により、最終を時期により19時20分（7月）、19時30分（8・9月）で行う。2025年は6月から9月までの期間に、最終競走発走時刻を19時20分（7・8月）、または19時30分（6・9月）に設定。
- 大井競馬場（2002年度初実施）

年末などに最終競走発走時刻を17時50分に繰り下げることがある（2014年まで「プチトゥインクル」の名称が付いていた）。2011年から2014年までの3月上旬、2023年の1月から3月上旬開催時にも最終競走発走時刻を17時台前半に繰り下げる。2014年9月15日は最終競走を17時50分に発走。
- 船橋競馬場（2006年度初実施）

毎年7・8月の全日程で実施。2011年以前は6月より開催。2012年は4月より開催。2012年6月18日より「オレンジレース」として実施（2025年に行われるJBCデーも薄暮開催となる予定）。
2018年度からは通年ナイター開催を行っている（2021年度までは、（年度によって）ゴールデンウィーク期間は日中に開催したことあった）。
- 川崎競馬場（2004年1月初実施）

2007年より1月開催で実施。最終競走は17時台前半に発走（2007年から2009年までは「プチナイター」の名称がついていた。2010年以降は昼開催として扱う）。
2012年11月4日の開催は昼開催として行われたが、日没後も3レース組まれ最終競走の発走が18時05分だった。
- 名古屋競馬場（1985年度初実施）

2005年・2006年に「トワイライト名古屋けいば」として実施。最終競走は18時台発走。
2022年に現在の弥富市に移転し、冬季を中心にナイター開催を行うほか、随時薄暮開催も行っている。
- 笠松競馬場（2005年初実施）
- 金沢競馬場（2003年8月初実施）

2014年5月から2016年5月までは日曜日開催に、2016年6月以降は毎年4月から9月の全日程で実施。最終競走は17時台後半発走。
2023年度からナイター設備が完成したのに伴い、通年薄暮開催を実施。通常は18時台だが、2024年は7 - 8月の一部開催期間を「ナイター4」の名称で、最終を19時台（19時 - 19時20分）に設定して開催を試行する。
- 園田競馬場（2020年3月初実施）

2020年3月から不定期（一か月に1開催程度、主に南関東で浦和競馬が開催されている時）で実施。最終競走は18時30分前後（3、8月の一部、9 - 12月）、19時10分（4 - 7月、8月の一部）発走。2021年度は5月12日より実施。2023年度は「そのだサマー競馬」として5月2日から8月17日までナイター開催の金曜日以外全日程で実施。
- 福山競馬場 ※

「夏っ!ケイバ・17:30」として、2010年7・8月開催の全日程で実施。当初は8月までの開催予定を9月も実施。2011年より4月からの開催となる。
- 高知競馬場（2008年初実施）

「夕焼けいば（ゆうやけいば）」として実施、最終競走は18:25発走。
2009年7月からは日本国内の競馬としては初となる通年ナイター開催を行っている（現在も一部日程で薄暮開催を実施）。
- 佐賀競馬場（2013年4月初実施）

「宵（よい）も よかよか さがけいば」として実施、最終競走は基本的には18:15発走。ただし開催日により変動がある。2017年度に走路に照明を設置し、2018年度は9月下旬から11月4日まで日没とほぼ同時刻に、11月10日からは「イブニングレース」として概ね18時10分前後に最終競走を行う。

### 競輪
競輪については、2024年現在は実施されておらず、季節を問わず16時台の最終レースとなる「デイ開催」・20時台の最終レースとなる「ナイター開催」に合わされている。

#### かつて薄暮競走を実施した競輪場
- 函館競輪場（日本で初めて薄暮開催とナイター開催を開催）
- 川崎競輪場
- 花月園競輪場 ※（2007年8月初実施）

2007年度の実施は1開催のみだったが、2008年は7・8月の計5開催に拡大。2009年は6月より開催。
- 福井競輪場（1986年に試行）
- 京都向日町競輪場（2010年7月初実施、2012年は7・8月開催）
- 広島競輪場（1986年に試行）
- 高知競輪場（1986年に試行）

### ボートレース
- 桐生競艇場（2008年初実施　現在は通年ナイター開催に移行）

9月28日から10月3日まで、通常この時期はナイター開催を行うが、住之江競艇のレースをリレー発売するために実施した。
- 戸田競艇場（2007年7月初実施）
- 江戸川競艇場（ハッピーサマーレース）

2004年から最終レースを17時台後半に実施。
2006年は6月22日から8月22日まで開催。
2007年は4月29日から8月27日まで開催（6月7日 - 12日は除く）。
- 多摩川競艇場（2008年8月初実施）

2009年は5月20日から6月1日まで実施。
- 平和島競艇場（2012年初実施）

2012年は7月4日から8月22日まで実施。2013年度は6月14日から実施。
- 浜名湖競艇場（2008年4月初実施）

2008年は、4月30日から5月28日まで最終レースの場内締め切り時刻は17:55だったが、2009年は17:05と早まっている。
- 津競艇場（2006・2007年実施）
- 住之江競艇場（2022年12月26日から31日まで実施）

PG1クイーンズクライマックス開催時に初実施
- 尼崎競艇場（2008年7月22日から8月3日まで実施）
- 児島競艇場（2007年8月実施）
- 下関競艇場（1983年7月初実施　現在は通年ナイター開催に移行）

2008年8月と2009年6月2日から6月16日まで実施。2012年は「アフターファイブレース」として5月16日から実施。2013年度は4月5日より実施。
- 福岡競艇場（2005年から2007年まで、2019年以降実施）
- 唐津競艇場
- 大村競艇場（2003年9月初実施　現在は通年ナイター開催に移行）

「夕焼けレース」として、2008年は7月18日から8月24日まで実施。2009 - 2011年は一時中断。2012年は4月21日から実施。2013年度は5月1日から実施。

### オートレース
- 川口オートレース場（2004年から2006年まで実施）

GIキューポラ杯開催期間（毎年7月）を薄暮開催として実施。
- 浜松オートレース場（2005・2006年実施）
- 山陽オートレース場（2004・2019・2020年実施）

2019・2020年は、特別GI共同通信社杯プレミアムカップを薄暮開催として実施。
- 飯塚オートレース場（2003・2004年実施）